# Abdiel
Abdiel (hebr.: עֲבְדִּיאֵל, – sługa Boży) – postać biblijna ze Starego Testamentu, syn Guniego, ojciec Achiego. Był głową rodu. Po powrocie z niewoli babilońskiej zamieszkiwał na terenach Gileadu, na Wzgórzach Golan nad potokiem Jarmuk i pastwiskach Sirionu.